# Matt Steigenga
Matthew Todd Steigenga, más conocido como Matt Steigenga (Grand Rapids, Míchigan; 27 de marzo de 1970) es un exjugador de baloncesto estadounidense. Con 2,02 de estatura, su puesto natural en la cancha era el de alero.

## Trayectoria

### Clubes
| Club                | País           | Año         |
| ------------------- | -------------- | ----------- |
| Saski Baskonia      | España         | 1992        |
| Grand Rapids Hoops  | Estados Unidos | 1992 - 1993 |
| Rochester Renegade  | Estados Unidos | 1993        |
| Mitsubishi Dolphins | Japón          | 1993 - 1996 |
| Quad City Thunder   | Estados Unidos | 1996 - 1997 |
| Chicago Bulls       | Estados Unidos | 1997        |
| Quad City Thunder   | Estados Unidos | 1997 - 1998 |
| Rockford Lightning  | Estados Unidos | 1998 - 2000 |
| NBA Ambassadors     | Estados Unidos | 2001        |

## Selección nacional
Steigenga fue parte de la selección de baloncesto de Estados Unidos que obtuvo la medalla de plata en el torneo de baloncesto masculino de los Juegos Panamericanos de 1999. 